# Courouvre
Courouvre é uma comuna francesa na região administrativa de Grande Leste, no departamento de Meuse. Estende-se por uma área de 8,66 km². Em 2010 a comuna tinha 37 habitantes (densidade: 4,3 hab./km²).